# كاتي كيلي
كاتي كيلي (بالإنجليزية: Katie Kelly)‏ (2 يونيو 1987 بكانساس سيتي في الولايات المتحدة - ) هي لاعبة كرة قدم أمريكية في مركز الدفاع. لعبت مع لوكوموتيف لايبزيغ ونادي كانساس سيتي ونادي هاماربي لكرة القدم وKokkola Futis 10 ‏ وKristianstads DFF ‏ وFFV Leipzig ‏ وHammarby Fotboll (women) ‏ وÅland United ‏ وF.C. Indiana ‏.

## وصلات خارجية
- كاتي كيلي على موقع قاعدة بيانات كرة القدم.إي يو (الإنجليزية)
- كاتي كيلي على موقع Soccerway.com (الإنجليزية)
- كاتي كيلي على موقع عالم كرة القدم.نت (الإنجليزية)